# 罗森多夫
罗森多夫是德国图林根州的一个市镇。总面积6.26平方公里，总人口169人，其中男性93人，女性76人（2011年12月31日），人口密度27人/平方公里。